# 古市駅 (広島電気)
古市停留場（ふるいちていりゅうじょう）は、かつて広島県安佐郡三川村（後の古市町、安古市町。現在の広島市安佐南区古市二丁目）にあった、可部線（当時は広島電気）の駅。1929年（昭和4年）に廃止となった。

## 概要
現在の可部線の原点となる大日本軌道広島支社線が古市橋駅から太田川橋停留場（現・上八木駅）まで延伸開業した際に設置された。駅は古市の中心地近傍に位置していた。
1929年（昭和4年）8月10日、可部線の改軌・電化に伴う古市橋駅 - 緑井駅間の経路変更により、当駅は廃止となった。

## 歴史
- 1910年（明治43年）11月19日 - 大日本軌道広島支社線古市橋駅 - 太田川橋停留場間の延伸開業に伴い、停留場設置[1]。軌間762mm非電化。
- 1919年（大正8年）3月11日 - 可部軌道へ譲渡、同社の停留場となる。
- 1926年（大正15年）5月1日 - 広島電気に合併、同社の停留場となる。
- 1928年（昭和3年）11月9日 - 改軌・電化のため、当駅を含む古市橋駅 - 可部駅間を運休してバス代行輸送。
- 1929年（昭和4年）8月10日 - 古市橋駅 - 七軒茶屋駅間が改軌・電化。古市橋駅 - 緑井駅は経路変更となり、旧線上の当駅は廃止となる[1]。